# Partido Nacional (Sudáfrica)
El Partido Nacional (En afrikáans: Nasionale Party; en inglés: National Party, NP), también conocido como el Partido Nacionalista, fue un partido político sudafricano que existió entre 1914 y 1997, y es conocido por haber sido el principal promotor y responsable de la implementación del apartheid. El partido inicialmente tenía una ideología nacionalista étnica afrikáner, que promovía los intereses de los afrikaners, sin embargo, más tarde se convirtió en un incondicional promotor y ejecutor de la unidad y el supremacismo blanco.
Se convirtió, por primera vez, en el partido gobernante  en 1924, y más tarde se fusionó con su rival, el SAP, durante la Gran Depresión. Una facción escindida se convirtió en la oposición oficial durante la Segunda Guerra Mundial y regresó al poder. 
Con el Partido Nacional en el gobierno sudafricano desde 1948 hasta 1994, el país durante la mayor parte fue solo una democracia de jure, debido a que, a partir de 1958, se eliminó el derecho a voto a los “no blancos”. 
En 1990, empezó a convertirse en un simple partido nacionalista cívico sudafricano, después de la derogación del apartheid en 1994, intentó convertirse en un partido conservador moderado. La reputación del partido se vio dañada irremediablemente al perpetrar el apartheid, por lo que, en 1997, se rebautizó como el Nuevo Partido Nacional, antes de finalmente disolverse en 2005.

## Generalidades
El NP fue una de las instituciones más visibles de la población afrikáner de Sudáfrica, en oposición a sus rivales políticos anglo-sudafricanos. Desde su formación en 1914 y su subida al poder en 1948, el NP fue un partido que se opuso a la influencia británica sobre Sudáfrica. El liderazgo del NP después de JBM Hertzog fue realizado por miembros del Afrikáner Broederbond (Hermandad), la sociedad secreta afrikáner. Luego, durante la Guerra Fría, el NP cambió sus políticas oficiales para presentarse como un baluarte contra los movimientos comunistas en África. Sería mejor decir que han sido cuatro los Partidos Nacionales:
- 1. El NP original de Hertzog formado en 1914, existió hasta 1934 y entonces se mezcló con el Partido de Sudáfrica para formar el Partido Unido (UP).
- 2. El NP de los disidentes que se opusieron a la unión, dirigidos por Daniel Malan. Este partido, el «NP Reformado»  gobernó el país durante los años 1948 a 1994.
- 3. El «Nuevo Partido Nacional» (NNP) que sucedió al NP en 1997 bajo el caudillaje de Marthinus Van Schalwyk. NNP fue un partido conservador, si bien renunció a las políticas de apartheid. En 2005, después la pérdida de casi todos sus partidarios en las elecciones de 2004, Van Schalwyk acordó unir el NNP totalmente con el Congreso Nacional Africano.
- 4. Un partido menor formado en 2008.[4]

Las luchas intercolonialistas entre británicos y neerlandeses habían determinado, al margen de los intereses específicos de la población negra, el nacimiento de un estado que basaba su fortaleza en la discriminación más absoluta de los nativos (conocida como apartheid), que solo representaba mano de obra explotable y laboriosa. La minoría de origen europeo (apenas un 17,5 % de la población) después de la Segunda Guerra Mundial recrudeció aún más sus posiciones segregacionistas y en 1948, al triunfar la corriente más extrema de esa tendencia, el apartheid adquirió características aún más drásticas, que se tradujeron en la obligatoriedad de que todos los habitantes nativos tuvieran que aprender la lengua afrikáans, una mezcla de inglés y neerlandés, que además de ser un idioma híbrido resultaba inútil e incomprensible para la mayoría negra.
Aunque la Unión Sudafricana continuó ligada a la Comunidad Británica de naciones hasta 1961 (Cuando se transformó en República) esos vínculos se habían debilitado, de hecho, con la llegada al gobierno de los nacionalistas ultras, que no aceptaban las recomendaciones de moderación que se instruían desde Londres. Para el sector gobernante, que interpretaba de alguna manera los sentimientos de una gran parte de la minoría blanca, la intromisión británica en sus asuntos se transformó, gradualmente, en una situación intolerable, sobre todo por el notable crecimiento económico que había alcanzado el país, cuyas riquezas naturales eran inconmensurables, especialmente en la industria minera (carbón, hierro, plata, oro, estaño).
Esto, desde luego, determinó bien pronto la codicia de los grupos dominantes, que después de haber luchado con frenesí entre ellos, no querían ser atados a un poder central y buscaban, por lo mismo, una independencia total que les permitiera usufructuar sin control alternativo la abundancia que generaban el suelo y el subsuelo del territorio. Además, la explotación de la mayoría nativa estaba sustentada, tal como afirma Jacques Maquet (1971), "en la doctrina de la superioridad racial" que "se refiere a una superioridad de la naturaleza y, por tanto, inalterable. los hombres de raza blanca están dotados de caracteres hereditarios comunes y exclusivos que les aseguran un desarrollo mental superior a otras razas". La herencia genética de los negros limita para siempre sus potencialidades. Fundamentalmente, esta concepción es idéntica a la desigualdad de aptitudes que tan privilegiado lugar ocupa en las representaciones mentales de las castas superiores tradicionales. También esta tiene la misma función ideológica: justificar los privilegios de una minoría mediante una argumentación en la que se asegura la perpetuidad, ya que la superioridad se considera enraizada en la naturaleza".
No obstante, esa doctrina, esos dogmas genéticos, tenían sus contradictores entre los propios blancos sudafricanos, quienes señalaban que "los negros no son congénitamente inferiores, pero si les abrimos nuestras universidades pronto nos alcanzarán" y, desde luego, desaparecería la mano de obra barata, la opresión en todas sus significaciones, en una extensión ilimitada. Por lo tanto , en Sudáfrica como en Rodesia la discriminación racial, si nos atenemos a las propias confesiones de los blancos, funcionaba como una expresión económica superestructural y no como una consecuencia genética universalizable.
Los actos de racismo se practicaron en Sudáfrica durante muchos años, pero no fue sino hasta 1948 que tomó forma jurídica al ser respaldado por leyes promulgadas a tal efecto. En las elecciones de 1948, el radical Partido Nacionalista ganó las elecciones en una coalición con el Partido Afrikáner, dirigido por el pastor protestante Daniel François Malan. Por una perversión de la ley electoral, que le dio mayoría a pesar de obtener menos votos que su rival, el Partido Unido, igualmente ocurrió en 1953. El fraude, que se produce en muchos países democráticos, consiste en dar un número determinado de escaños por territorio. Un territorio con pocos habitantes recibe en proporción a su población, más escaños que otro con más habitantes. Así, zonas con población de varios millones de habitantes (como las ciudades de voto progresista), tienen menos representación política que la suma de zonas rurales tradicionalmente conservadoras. El resultado de la política del NP fue el apartheid. Fue llamado así porque en afrikáner significa "segregación". Este sistema consistía básicamente en la división de los diferentes grupos raciales y la inversión en capital social y la garantía de los derechos humanos sobre la base de la raza. Todo este movimiento estaba dirigido por El partido nacional (NP) , que instauró todo tipo de leyes que cubrían, en general, aspectos sociales. Se hacía una clasificación racial de acuerdo a la apariencia, a la aceptación social o a la ascendencia. Se restringen los derechos sindicales y económicos de los negros. Su expresión política está limitada por el censo, del cual con frecuencia, se ve excluida arbitrariamente la población negra y por los criterios de educación. Este nuevo sistema produjo revoluciones y resistencias por parte de los ciudadanos negros del país.

## Origen y formación
Los fundadores del NP habían sido liderados por James Barry Munnick Hertzog, un abogado afrikáner de la Colonia de Río Orange. La razón original de la creación del NP fue la oposición afrikáner a las políticas pro-imperiales del gobierno del Gral. Louis Botha, el primer ministro de la Unión Sudafricana, territorio que había recibido el título de dominio en 1910. Hertzog se opuso a la enseñanza exclusiva del idioma inglés en escuelas en Río Orange, y en 1913 quitó del Partido de Sudáfrica (SAP) de Botha, formando el NP en el año siguiente por Bloemfontein. 
Los afrikáneres críticos al gobierno del Gral. Botha y de su sucesor el Mariscal de Campo Jan Smuts fueron muchos, empezando con la decisión de Botha a participar en la Primera Guerra Mundial. Aunque Hertzog no apoyó la Rebelión Maritz del otoño de 1914, se opuso a la invasión del África del Sudoeste Alemana al año siguiente, negando que el papel de la Unión Sudafricana en la guerra fuera en favor de sus intereses nacionales. Durante la primera administración de Smuts (1919-1924), Hertzog protestó porque el primer ministro estaba más preocupado por la causa del imperio, y menos por los temas relevantes a Sudáfrica. Un ejemplo bien conocido fue el encuentro de junio de 1920 entre Smuts y Éamon de Valera en que Smuts ejerció presiones al rebelde irlandés a acordar un dominio británico en su país semejante al que existía en Sudáfrica. El prestigio mundial de Smuts como estadista y soldado del imperio no ayudó a su imagen en Sudáfrica, donde los afrikáneres fueron contrarios a la posibilidad de asimilarse en el imperio cómo súbditos de la corona. En 1924 Smuts perdió en una votación muy ajustada, en la cual el NP ganó 63 escaños.

## Hertzog en el poder
En vez de quebrar los enlaces con el Reino Unido, JBM Hertzog ejerció medidas menos extremas para aumentar el poder de los afrikáneres. Estas medidas incluyeron el otorgar el voto a las mujeres blancas en 1930, pero no a las mujeres de color (Se consideraba de color a los habitantes no blancos como: indios, chinos, indonesios, malayos, malgaches, mestizos, mulatos e hijos de relaciones mezcladas entre estos grupos y blancos ), una política que redujo el poder de los colorados en un 50%. El apoyo público a Hertzog se apagó en los años 1930 con la Gran Depresión, y en 1933 el movimiento solo recibió 75 escaños en el parlamento, la mayoría más escasa en la historia de la unión. En 1934 Hertzog decidió fusionarse con su enemigo Smuts, y el NP se unió con el SAP para formar el Partido Unido Nacional Sudafricano. Algunos afrikáneres disidentes, que vieron en éste una traición igual a la de Smuts en el pasado, se agruparon alrededor del nacionalista Daniel François Malan y formaron el NP «Purificado», un grupo con carácter no sólo afrikáner, sino antibritánico además.

## La facción de los puros en la oposición
Hertzog permaneció en el poder con el UP hasta 1939 al comienzo de la Segunda Guerra Mundial, en la que rechazó contribuir con tropas. Hertzog creía que las simpatías de muchos afrikáneres con la causa de la Alemania Nazi en el conflicto eran demasiado fuertes para que Sudáfrica pudiera mantener el apoyo público en el esfuerzo aliado, no obstante, al igual que otras naciones dependientes del comercio con Asia Oriental, Sudáfrica se preocupó ante el poder creciente del Imperio Japonés. El UP le reemplazó con Jan Smuts, y Sudáfrica comenzó su controvertido papel en la guerra. Malan y sus seguidores aprovecharon el sentir general que Smuts estaba demasiado enlazado con intereses imperiales para cuidar de los propios de Sudáfrica, pero en 1943 Smuts triunfó de vuelta en la elección en tiempo de guerra. En aquellos tiempos el NP fue nombrado el Herenigde Nasional Partie (NP Reformado).

## Acceso al poder

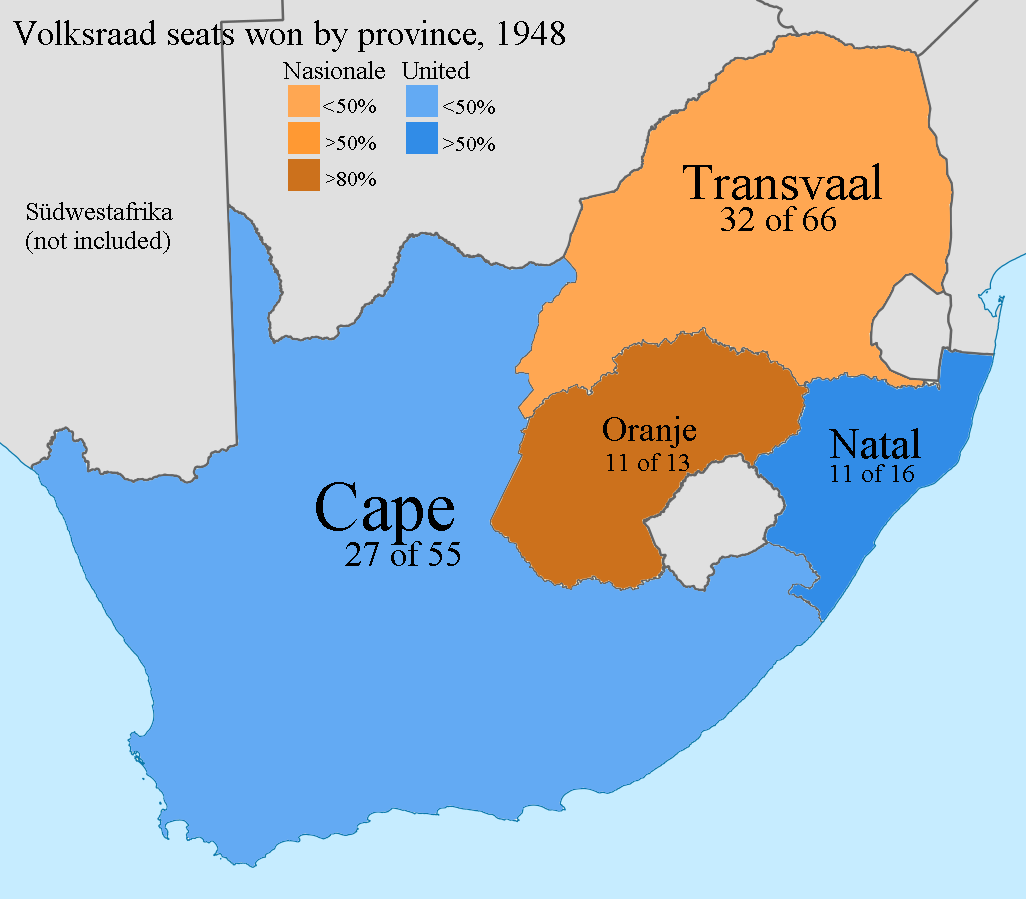
Este mapa muestra el partido elegido en cada provincia dentro de las elecciones de 1948 de la era del Dominio en Sudáfrica.

Al cabo de la Segunda Guerra Mundial, con el crecimiento del miedo a la proliferación del comunismo internacional, y problemas económicos a través de todo el Imperio británico, muchos sudafricanos blanco-europeos eran discriminados por Jan Smuts, debido a su servidumbre con el Reino Unido, que ya había perdido su posición dirigente en el Mundo Occidental frente a los Estados Unidos. 
En las elecciones de 1948 con Malan al frente, el partido accedió al poder tras derrotar al Partido Unido, que había perdido mucha popularidad bajo el liderazgo de Smuts, si bien el UP ganó el voto popular. Malan consiguió desdibujar la imagen de Smuts, presentándolo como un liberal débil que no tenía la firmeza de perseguir la separación de las razas en el país. El público creyó en las proclamas de Malan, porque Smuts apoyaba las recomendaciones de la Comisión Fagan a favor de eliminar la segregación racial en las ciudades: todo lo contrario de la plataforma política de Malan y del Partido Nacional. A esto hay que sumar una perversión de la ley electoral, que ese año y en 1953 le dio mayoría, a pesar de obtener menos votos que el Partido Unido. La votación
En el 26 de mayo de 1948 el UP ganó sólo 65 escaños en el parlamento sudafricano, no obstante de que sus 524 miles de votos fueron casi una mayoría en la escala nacional, siendo 49,18 % del total. Habría bastado con que 91 personas estratégicamente situadas para que el partido hubiese obtenido 4 escaños más, haciendo posible su gobierno. Los negros tenían derecho a tres diputados. Solo en la provincia del Cabo y con representantes blancos. Elecciones en Sudáfrica ocurrieron debajo del sistema de distritos electorales, así el NP se eligió a 70 escaños obtenidos solo con el 41,5 % de los votos, con el Partido Afrikáner, un partido similar, ganando nueve. Por la primera vez en la historia del país el UP fue bloqueado, con su único posibilidad de coalición, el Partido Laborista ganando sólo seis escaños. Smuts perdió su propio distrito, una pérdida humillante a sus partidarios través el país, y continuó como líder del UP hasta su muerte en 1950.
En la era Malan Sudáfrica quedó más aislada que antes, y empezó revocar los derechos civiles de los negro-africanos, indios, y coloureds (Mestizos), por ejemplo el Acto de Áreas de Grupos Raciales en 1950 prohibiendo la residencia de ellos en ciudades como Johannesburgo.

## Strijdom
Malan se retiró en 1954, a la edad de ochenta años de la jefatura del NP, y a las elecciones por su sucesión dentro del partido contendieron el primer ministro, Johannes Gerhardus Strijdom, un bóer de Transvaal y fiel fanático del nacionalismo afrikáner. Su rival para el puesto fue Nicolas Havenga, el ministro de fiananzas en los gobiernos de Hertzog y en tal puesto en el gabinete de Malan. Havenga fue más apreciado que Malan, debido a su éxito en mover la economía sudafricana del patrón oro, pero aún más por la aversión personal que Malan había tenido hacia Strijdom. Al fin Strijdom, el ministro de agricultura en el gabinete Malan, triunfó. Strijdom persiguió políticas parecidas a las de Malan, si bien más hostiles a la minoría anglo-africana. En 1955 él propuso un cambio constitucional en que las provincias de Transvaal y provincia del Cabo tuvieran más votos en el Senado de la Unión que las otras provincias. El cambio, calculado para frenar aún más la voz de los anglo-africanos de la provincia de Natal.
Strijdom además, tomó otros pasos para deshacer los enlaces entre su país y el Reino Unido, como suprimir la izada del Union Jack con la bandera sudafricana y revocar el rol del himno God Save the Queen en reuniones formales entre los dos estados. El himno nacional hasta 1994 habría de ser «Die Stem van Suid Afrika» (el llamamiento de Sudáfrica), una canción dedicada a los colonos bóeres y sus luchas rumbo al establecimiento de una patria en los estadios bóeres. En 1958 Simon's Town, una base ocupada por la Marina Real Británica desde 1806, fue devuelta a manos de Sudáfrica.

## HF Verwoerd - el arquitecto delapartheid
El 24 de agosto de 1958 JG Strijdom murió y fue sucedido por el Dr. Hendrik Frensch Verwoerd llb., un abogado y periodista nacionalista con un currículum lleno de servicios al régimen del apartheid. Verwoerd llevó al NP a la cumbre de su popularidad y poder, e instituyó los cambios que más críticas y conflictos crearon entre Sudáfrica y el mundo en la segunda mitad del siglo XX. Verwoerd se alzó al poder como ministro de Asuntos Indígenas, donde componía muchas de las leyes más represivas de separación entre las razas, y otras además que fueron beneficiosas a las minorías. Entre éstas fueron:
- El Acto de Extensión de Educación Universitaria (1959), con el que se establecieron universidades especiales para gente de color e indios,  que hasta entonces tenían muy restringidas la elección de instituciones superiores y el ingreso a las mismas. Se crearon instituciones separadas para ellos.

- El Acto de Promoción de Autonomía Bantú (1959) creando el ambiente propiciatorio y los estamentos y funcionarios nativos para formar y crear posteriormente los bantustánes. Patrias supuestamente independientes para negro-sudafricanos de las varias nacionalidades de Sudáfrica y África del Sudoeste (ejemplos: Xhosa, Tsuana). La razón de crear los bantustánes fue como un medio de disminuir la posibilidad de voto futuro de los negro-sudafricanos en el país, pues aunque se realizaba una cierta autonomía y quedaban los asuntos propios en las manos de caciques tradicionales, luego estas autonomías bantustanes hubieran recibido la "independencia" del gobierno sudafricano de Pretoria y sus ciudadanos declarados extranjeros e inmigrantes en Sudáfrica, privándoles de todos sus derechos como sudafricanos. Realmente eran gobiernos títere, muchas veces sin tan siquiera una conexión territorial entre sus territorios sino tierra concedida en lugares de menor interés (suburbios, terrenos baldíos sin recursos minerales, etc) totalmente subyugados a la voluntad de Sudáfrica, y los líderes fueron a menudo poco más que títeres del gobierno de Sudáfrica. Los negro-africanos no vieron en la política de los bantustán una oportunidad, sino una decepción, en especial desde la detención de Nelson Mandela y otros. En 1959 las fuerzas de seguridad violaron la soberanía de un bantustán y perpetraron la matanza de Sharpeville en una ciudad perdida cerca de Johannesburgo.

### La República
En enero de 1960, Verwoerd propuso traer la cuestión del estado legal de Sudáfrica a un referéndum entre la población blanca, para decidir si el país seguía siendo un dominio de la Corona británica, o una república. Tras solo un mes, el 3 de febrero, Harold MacMillan, el primer ministro del Reino Unido, declaró su posición con respecto del asunto del Imperio británico y el colonialismo en general en el discurso famoso conocido hasta hoy como The Wind of Change Speech (Discurso del Viento de Cambio). En un modo muy franco MacMillan declaró esencialmente que el imperio había llegado a su fin y que el Reino Unido otorgaría la independencia a las colonias africanas y asiáticas bajo su gobierno. La senda nueva de MacMillan fue tomada para salvar la economía doméstica de Reino Unido, amenazada por el presupuesto de defensa que gastaba en el objetivo de mantener sus colonias, como Nigeria y Kenia.
Al poco tiempo, el discurso sirvió a las metas de Verwoerd y los afrikáneres que aprovecharon la retirada del imperio como una justificación para salirse de la Corona británica, y finalmente de la Commonwealth. Muchos blancos sudafricanos de ascendencia inglesa o escocesa que hasta entonces se oponían a la república debido a su lealtad a la visión del imperio, en seguida se hicieron partidarios reacios a una república. El 5 de octubre de 1960, el 52,29 % del público votó "Sí", opuesto al 47,71 % que rechazaron el cambio. Verwoerd, que había ganado las elecciones de 1958 con 103 escaños en la cámara de 156, ahora pudo declarar que había logrado la meta para que los fundadores del NP formaran el partido original en 1914.
En 1961, aún celebrando su victoria en el referéndum, Verwoerd ganó otro triunfo aplastante en las elecciones siguientes, con 105 escaños, contra solo 49 para el UP, con el Partido Progresista y el Partido de Unión Nacional ganando cada uno un solo escaño. El 31 de mayo, Sudáfrica retiró su instancia de renovar su afiliación en la Commonwealth y se proclamó República.

### El Partido Nacional en la cumbre de su poder
En los siguientes cinco años, el Partido Nacional continuó abogando en favor de las políticas unilaterales fuera y dentro de la República de Sudáfrica (RSA). Una cuestión muy criticada en aquellos tiempos fue el destino del territorio mandatorio de África del Sudoeste (hoy Namibia). Desde los años cuarenta habían pedido desde la ONU los líderes de la Unión y entonces la RSA, el reconocimiento de África del Sudoeste como un territorio perteneciente a Sudáfrica, sin éxito. Verwoerd y sus sucesores en el NP abogaban para el mantenamiento de la ocupación del territorio como campo de maniobras para amortiguar y combatir a los guerrilleros comunistas en Angola y sus aliados de Zambia. El NP aprobó los medios de auxilio al régimen de Ian Smith desde su toma del poder en Rodesia del Sur en 1964, y la declaración de independencia de la República de Rodesia en el año siguiente como una respuesta de la política británica de «NIBMAR» (negación de independencia al estado hasta la otorgación de derechos iguales a los negro-africanos). La política económica de Verwoerd fue exitosa en desarrollar una industria de armamento, y luego intentaría de producir armas nucleares y biológicas. El NP ganó 126 escaños en la Cámara de Asamblea, no obstante que el número de miembros había aumentado de 156 a 166. Después de la victoria Verwoerd se encontró con el Jefe Leabua Jonathan, el primer ministro de Lesoto, un reino africano rodeado por territorio de la RSA. El encuentro fue el primer entre un líder de la RSA del apartheid y uno de un estado negro-africano, y animó las esperanzas de que las políticas del apartheid se habrían aceptado por al menos unos cuantos estados negros. 
En el 6 de septiembre de 1966 Verwoerd fue asesinado por Dimitri Tsafendas, un bedel y mensajero en la Cámara de Asamblea. Irónicamente, Tsafendas perpetró el crimen como venganza de la política de prohibir relaciones sexuales entre negros y blancos (él mismo fue un "mulato" con padre griego y madre mozambiqueña y aun así fue definido como un blanco).

## El NP durante el liderazgo de Vorster
El sucesor de Verwoerd fue otro afrikáner muy nacionalista, Balthasar Johannes (John) Vorster, un ex-simpatizante del nazismo durante su juventud, hasta haber sido un miembro en el Ossewabrandwag (Guardia de los Carros de Buey), un grupo fascista de los años treinta y cuarenta.  Vorster probó ser un político astuto en asuntos internacionales, consiguiendo establecer relaciones con regímenes negro-africanos como Malaui, Zaire, Botsuana, Suazilandia, Lesoto y Costa de Marfil. Para mantener buenas relaciones con el Bloque del Oeste durante la Guerra Fría, Vorster presentó el NP y el régimen en la RSA en general como una baluarte contra el comunismo y el antioccidentalismo, lo que ya había hecho en sus primeros pasos en naciones como Zaire, Ghana, y Argelia, y habría de hacer durante su tiempo en el poder. Vorster otorgó auxilio militar y económico a la República de Rodesia durante su existencia, si bien nunca estableció relaciones completas con ella. Bajo Vorster, Sudáfrica comenzó la guerra de la frontera de Sudáfrica contra rebeldes en África del Sudoeste, y colaboraba con los esfuerzos portugueses contra los insurgentes de Angola y Mozambique, y en la Guerra de Monte en Rodesia (1966-1979). Los conflictos, al principio en alianza con otros estados, se hicieron más tediosos con el paso del tiempo, con la retirada de Portugal de África en 1975 después de la Revolución de los Claveles, y al cabo de la derrota de la minoría blanca en la República de Rodesia en 1979. 
En asuntos internos la década de los 1970 fue tan violenta como las anteriores, con la Revuelta de Soweto ocurriendo en el 16 de junio de 1976 causando entre doscientas y seiscientas bajas civiles mortales. El gobierno de NP tuvo problemas en controlar movimientos como el Black Consciousness Movement (Movimiento de Conciencia Negro) y su joven líder Steve Biko, y en el otro lado de la barrera racial la Faja Negra, un movimiento de mujeres blancas feministas opuestas a las políticas del apartheid, que fue dirigido por una mujer afrikáner Sandra Botha. En 1970 el NP ganó de vuelta una mayoría grande en la Cámara de Asamblea, pero cayó de 128 escaños a 118, con el UP recobrando la diferencia. Una amenaza de la derecha del espectro político fue la formación del "Herstigte (Refundado) NP", un grupo radical que vio en Vorster un político demasiado pragmático. En 1974 Vorster y el NP ganaban de vuelta cinco escaños en la cámara expandida (a 171), pues la elección fue más notado por el éxito del anti-apartheid Partido Progresivo de Helen Suzman, que ganó seis escaños. En 1977 NP ganó su mejor resultado en toda su historia, ganando 134 escaños de 165 (81%) en una votación contra una oposición dividida entre el Partido Progresista Federal (PFP) de Colin Eglin y el Partido de la Nueva República (el reemplazo del viejo UP) de Vause Raw. Vorster sirvió como presidente de la RSA de 1978 hasta 1979. 

### Muldergate
En 1978 el gobierno de BJ Vorster fue derrocado por un escándalo interno, apodado Muldergate en semejanza al Watergate, un escándalo del presidente americano Richard Nixon. Se demostró que Vorster estaba implicado en el complot de apropiación y desvío de fondos públicos para pagar soborno a oficiales extranjeros que habrían de ayudar al régimen del apartheid.  También se demostró que se financiaba al único diario pro-gobierno publicado en inglés, The Citizen. BJ Vorster fue reemplazado por Pieter Willem Botha.

## La RSA del NP en los años Reagan
Botha continuó muchas políticas de Vorster, incluso la otorgación de "independencia" a los bantustánes. [cita requerida]Lo más memorable de su era, fue la cooperación entre su administración y la del presidente estadounidense Ronald Reagan. El gobierno del NP introdujo una alianza con los grupos rebeldes angoleños UNITA y FNLA contra el gobierno marxista  del presidente José Eduardo dos Santos,  y el equivalente mozambiqueño RENAMO contra Samora Machel y Joaquim Chissano, y a través de Sudáfrica, la CIA canalizó fondos, armas, y suministros a aquellas organizaciones. Botha sacó provecho de Reagan, el líder más antisoviético en la Guerra Fría, haciéndole asumir que Sudáfrica era el bastión del anticomunismo en el sur de África. 
En 1981 Botha condujo al NP a una victoria en las elecciones generales, con 131 escaños. En 1984 los ciudadanos indios y mestizos recibieron el derecho a elegir a los representantes de sus propias asambleas,[cita requerida] la Cámara de Delegados (45 escaños, indios), y la Cámara de Representantes (mestizos, 85), creando un extraño sistema de parlamento de tres cámaras. En 1987 Botha y el NP ganaron otra victoria con 133 escaños, contra el Partido Conservador derechista radical, el PFP, y otros partidos pequeños.
Botha dirigió la RSA de 1978 hasta 1989, con políticas conservadoras y un puño de hierro contra la oposición interna. En 1988, tras un acuerdo entre Reagan y Mijaíl Gorbachov, las tropas cubanas empezaron a retirarse de Angola, y la RSA empezó a sacar a sus propias fuerzas de allí bajo el Acuerdo Tripartido del 22 de diciembre de 1988 en Nueva York. En el 2 de febrero de 1989 Botha se retiró de su puesto como presidente de la RSA. Él fue el primer presidente con poderes ejecutivos, una condición que existió sólo desde 1984 con la eliminación de la oficina de primer ministro. Su sucesor fue Frederik Willem de Klerk.

## Cambios de política

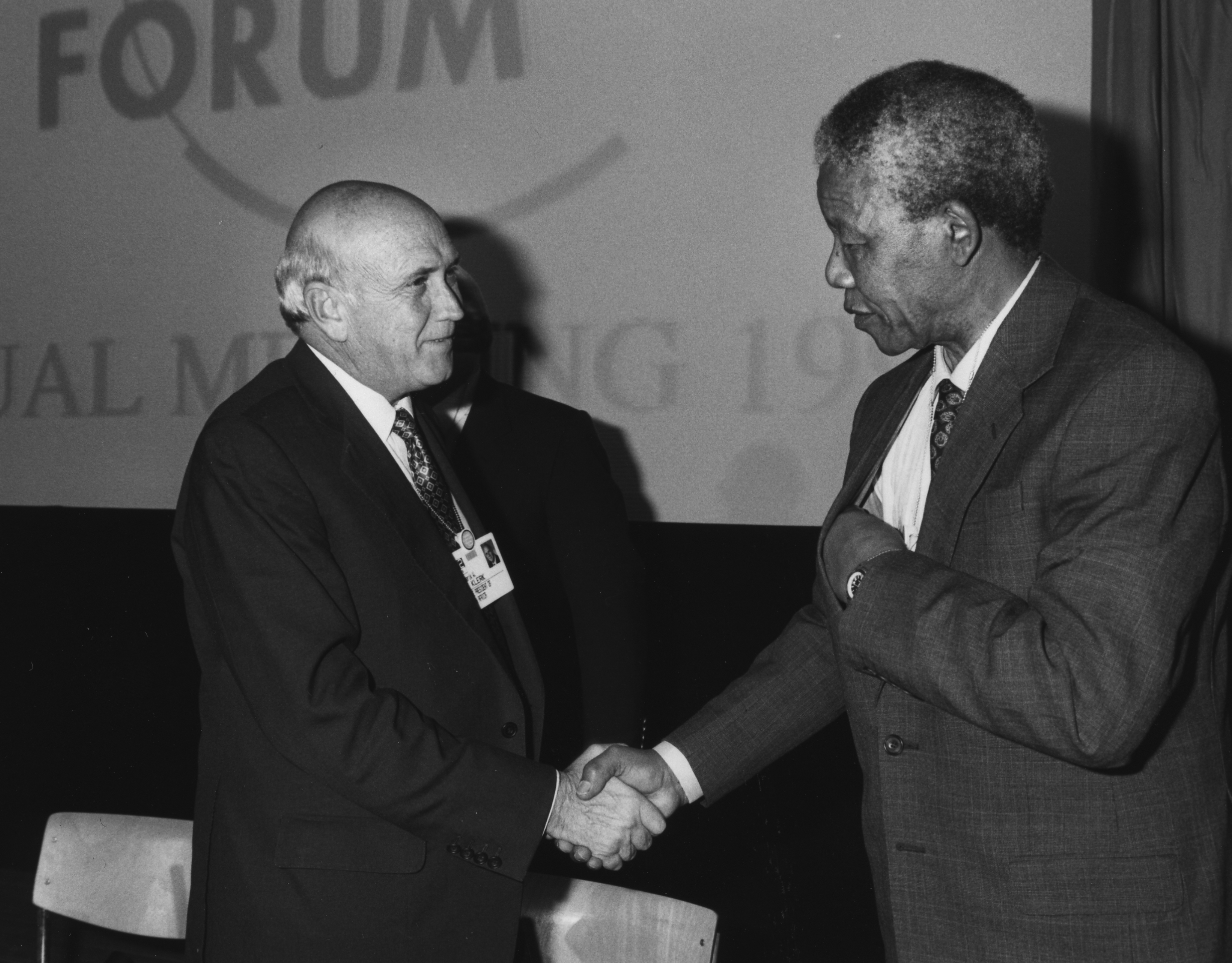
FW de Klerk y Nelson Mandela. De Klerk acabó el aislamiento de la RSA, terminó apartheid, y recibió junto con Mandela el Premio Nobel de la Paz en 1993.

La ascensión de De Klerk al poder coincidió con la caída del Muro de Berlín y con la caída de los regímenes comunistas en Europa Oriental, miembros del Pacto de Varsovia. En el ambiente geopolítico que siguió, la importancia de la RSA en la lucha contra el comunismo en África del Sur perdió su magnitud. Al otro lado, la fuerza en Angola fue un pasivo constante a la economía: En una sola batalla, Cuito Cuanavale (diciembre de 1987-marzo de 1988), 3-4 miles de hombres de las Fuerzas de Defensa de Sudáfrica participaron.

### El trabajo de Pik Botha, y la respuesta afrikáner
Ya en 1984, bajo la dirección de Pik Botha, el ministro de asuntos extranjeros nacionalista en el gobierno de PW Botha (sin parentesco), Sudáfrica había garantizado oficialmente que no iba a apoyar al Renamo, según el Acuerdo de Nkomati. No obstante, aunque ambos firmatarios del acuerdo no siguieron todas las condiciones, Nkomati fue un precedente en la senda hacia el término de la estrategia del régimen NP en toda África del Sur, y muchos blancos rechazaron apoyar el nuevo curso. Eso produjo un desvío de votos y éxitos electorales en favor del Partido Conservador de Sudáfrica, y un Herstigte del NP más fuerte en los siguientes años. Aunque a través del mundo el NP fue el símbolo del elitismo y racismo afrikáner, dentro del partido, particularmente Pik Botha y otros moderados, fueron poco a poco dibujados por los afrikáneres más radicales como comerciantes pragmáticos que no les importaban los intereses de los afrikáneres, ni de la supremacía de los blanco-africanos.
Uno de los grupos que se beneficiaron del enojo blanco fue Afrikaner Weerstandsbeweging (Movimiento de Resistencia Afrikáner; AWB), formado en 1973, que en los años ochenta llamó a las políticas de Pik Botha, traiciones. Otro grupo fue el AWB, que mantenía una milicia armada con parecidos innegables al Sturmabteilung nazi de Alemania.Recibió en sus filas a muchos afrikáner no satisfechos con la moderación del régimen.
Desde la retirada de las fuerzas armadas de Angola por el Acuerdo Tripartido, el gobierno NP había realizado el esfuerzo de derrocar el régimen de Dos Santos, que no pudo conseguir, y aún peor, que la guerra en África del Sudoeste no hubiera concluido al poco tiempo. En ese territorio, que funcionó como la sexta provincia de la RSA, la SADF y sus aliados de la zona pelearon una guerra interminable contra SWAPO. Como una condición del Acuerdo Tripatido, Sudáfrica consintió en dejar el gobierno de África del Sudoeste/Namibia a la ONU, y finalmente Namibia ganó su independencia en 1990.

## Eliminando elapartheid
El sucesor de PW Botha fue Frederik de Klerk, el ministro de educación en el gabinete anterior. La revocación el 3 de febrero de 1990 de la prohibición del grupo político Congreso Nacional Africano (CNA) calificado hasta entonces de grupo terrorista en la RSA, y nueve días después la liberación de Mandela de la cárcel de Verster en Paarl. El comienzo de negociaciones serias entre el régimen NP y nacionalistas negros como el Congreso Nacional Africano (CNA), Congreso Panafricanista de Azania (PAC), y otros señalaron el término del papel del nacionalismo afrikáner en el partido, y muchos de sus partidarios de filosofía radical, se mudaron a otros foros, como el Frente de Libertad o AWB. Los militantes de AWB hicieron todo lo posible para derrocar al régimen de De Klerk, incluso con motines violentos. El 9 de agosto de 1991, De Klerk pagó cara una visita al pueblo afrikáner de Ventersdorp para hacer un discurso en la alcaldía, en su campaña electoral para presidente. Ventersdorp, en el noreste de Sudáfrica, es la sede nacional de AWB hasta hoy, y los militantes afrikáner causaron los primeros disturbios en la historia de la Sudáfrica independiente en que murieron personas afrikáneres en un tiroteo con la policía.
Debido a la pérdida de escaños en elecciones parciales en 1991, de Klerk llamó para el 17 de abril de 1994 un referéndum desde la cuestión si continuar con el proceso de paz. El resultado fue 68% "Sí", contra 31% "No". El hecho que el NP animó al público a votar por el "sí" fue un símbolo del cambio en el partido. Al cabo del proceso, a pesar de protestas en las filas del NP, los partidos en las negociaciones acordaron el sistema de "una persona, un voto". 

### Pérdida del poder
El NP entró en la campaña para las primeras elecciones libres de 1994 sin la posibilidad de continuar su gobierno. Otros trataban más violentamente de mantener su posición, como Lucas Mangope, el presidente de Bofutatsuana, que intentó prohibir a los residentes de su bantustán votar. La campaña fue muy violenta, debido a tensiones entre militantes de los CNA, PAC, Partido de Libertad Inkatha (un grupo zulú tribalista), e incidentes violentos además enlazados con AWB. El NP aún ganó 82 escaños en la nueva Asamblea Nacional (400 en total) de la RSA. El CNA, con 252 escaños, formó el gobierno, con Nelson Mandela en el puesto de presidente, con Thabo Mbeki como vicepresidente y De Klerk sirviendo bajo él. Otro ministro del NP en el gobierno fue Pik Botha, ahora como ministro de energía. 
En 1996, frustrado por la dominación del gobierno por la voluntad del CNA, De Klerk renunció a la vicepresidencia, y luego se retiró de la política totalmente.

## El "nuevo" partido
Marthinus van Schalkwyk, un afrikáner joven en relación con sus antecedentes, accedió al liderazgo del NNP en vez de FW De Klerk. Van Schalwyk trataba de reformar su partido a la imagen de un movimiento conservador de modelo europeo y diferenciarlo de la historia del apartheid. Con su subida el NP cambió su nombre a New National Party (NNP). Pero el "nuevo" partido tuvo problemas en seguida en atraer nuevos votantes:
- Su público objetivo entre las minorías, mestizos, negros cristianos conservadores e indio-sudafricanos, desconfiaron del NNP, viéndolo aún, como el símbolo de la discriminación. Prefirieron participar en otros partidos, como el DP liberal, o el Partido Demócrata Cristiano Africano (ACDP).

- Esfuerzos para atraer a los anglo-africanos blancos fracasaron debido al resentimiento de casi cincuenta años de exclusión en el liderazgo. Estos votaron casi totalmente al DP.

### Alianza Democrática
En 1999 el NNP ganaba sólo 28 escaños en la Asamblea Nacional, estableciéndose como el cuarto partido en el parlamento. Van Schalwyk decidió establecer coalición con Tony Leon y el DP para formar la Alianza Democrática, y tras un solo año se retiró de la alianza. 

### Disolución
En las elecciones de 2004 el NNP recibió otra derrota aún más aplastante, hundiéndose a sólo siete escaños. Van Schalwyk sabía que su plan de reinventar el NNP en la era posterior al apartheid había fracasado. Su disolución fue algo que muchos consideraron irónico; la disolución del partido ocurrió en 2005, luego de haber acordado el año anterior fusionarse con el partido que durante décadas combatió, habiéndolo declarado ilegal y encarcelado a sus líderes, el Congreso Nacional Africano, partido de Nelson Mandela.

## Resultados electorales
|  | 29,41 % |

|  | 36,48 % |

|  | 36,83 % |

|  | 35,25 % |

|  | 41,16 % |

|  | 31,61 % |

|  | 31,31 % |

|  | 36,70 % |

|  | 37,70 % |

|  | 49,48 % |

|  | 55,34 % |

|  | 46,11 % |

|  | 58,31 % |

|  | 54,43 % |

|  | 57,10 % |

|  | 64,80 % |

|  | 56,96 % |

|  | 52,30 % |

|  | 48,19 % |

|  | 20,39 % |

|  | 6,87 % |

|  | 1,65 % |

## Líderes
Las siguientes personas, con la excepción de van Schalwyk, además de ser líderes del partido, ejercieron el cargo de primer ministro de Sudáfrica. 
- Daniel Francois Malan (1934-1953)
- Johannes Gerhardus Strijdom (1953-1958)
- Hendrik Frensch Verwoerd (1958-1966)
- B.J. Vorster (1966-1978)
- Pieter Willem Botha (1978-1989)
- F.W. de Klerk (1989-1997)
- Marthinus van Schalkwyk (1997-2005)